# Löwenströmska lasarettet
Löwenströmska lasarettet – miejscowość (tätort) w Szwecji, w regionie administracyjnym (län) Sztokholm, w gminie Upplands Väsby.
Według danych Szwedzkiego Urzędu Statystycznego liczba ludności wyniosła: 636 (31 grudnia 2015), 618 (31 grudnia 2018) i 610 (31 grudnia 2019).